# Batalla de Barcelona (935)
El 8 de juliol quinze naus lleugeres i reforçades foren enviades a Torroella de Montgrí pujant pel Ter, atacant els voltants, mentre que la resta de l'estol les seguí l'endemà. En retornar a la desembocadura del riu, es van enfrontar amb els francs, comandats per Paulo, 

## La batalla
Poc més tard, ja de retorn cap al sud, van combatre novament amb els francs comandats per Bellido un cop desembarcats a Barcelona, el 15 i el 16 de juliol.

## Conseqüències
En la seva navegació cap al sud eren seguits per l'exèrcit franc, al que novament van derrotar un cop a la costa el 23 d'agost, i finalment l'estol es dirigí a Turtusha.